# Лесковачки биоскопи између два светска рата
Први стални биоскопи у Лесковцу отворени су након Балканских ратова, први у сали хотела Круна и у власништву фирме Пате-Фрер, а други у власништву фирме Гомон, док је за време окупације у Првом светском рату радио и биоскоп у хотелу Солун. Иначе, прва биоскопска пројекција у Лесковцу датира из 1905. године, али је била путујућа.

## Лесковачки биоскопи у међуратном периоду
Биоскоп у хотелу Круна обновио је рад након рата и објавио први филмски оглас у Лесковцу, за филм Гвоздена рука. Касније су отворена још два биоскопа: гимназијски и комерцијални Славуј, дању кафана са билијаром, ноћу биоскоп, основан од стране Душана Станковића који је чак успео да доведе Иту Рину. Осим њих средином двадесетих година 20. века постојала су још три кафанска биоскопа у граду : Македонија, Круна и Штесел. Тридесетих година опстали су само Круна која је касније ушла у састав хотела Костић и Славуј, захваљујући атрактивнијем репертоару и маркетиншким акцијама за привлачење публике.
Средином маја 1931. године приказани су први тон-филмови и то: Љубавна парада у хотелу Костић и Танго љубави у Славују.
Године 1936. отворен је још један биоскоп под називом Корзо. Сва три биоскопа су приказивала остварења америчке, немачке, италијанске и француске продукције.

## Утицај филмске културе међуратног периода на друштво у Лесковцу
Без обзира што је публика преферирала љубавне приче и комедије, биоскопи у Лесковцу су остваривали значајну просветну и културну улогу, утичући на уплив европских друштвених вредности, промену естетике код становништва, али и на општу еманципацију жена. Захваљујући тон-филму, биоскопи су били у прилици да се знатно модернизују, што је такође допринело јачању филмске културе, без обзира на тип филсмке публике.
Филм је имао и значајну психолошку и социјалну функцију, посебно тридесетих година кад су последице светске економске кризе потресле привреду Краљевине Југославије, утичући трауматично на тржиште радне снаге. Осим лаке забаве, пружао је могућност бежања од суморне реалности у свет маште, који је свакако био привлачнији. Појава тон-филма изазвала је праву револуцију и дала пун замах масовној култури да у потпуности покрије простор ван метропола, чак и у релативно патријархалним срединама каква је била лесковачка.